# 坂井陽翔
坂井 陽翔（さかい はると、2005年4月5日 - ）は、兵庫県加古川市出身のプロ野球選手（投手）。右投右打。東北楽天ゴールデンイーグルス所属。

## 経歴

### プロ入り前
加古川市立氷丘南小学校2年生の時に『HIOKAパワーズ』で野球を始め、主に外野手。加古川市立氷丘中学校では硬式野球の『播磨ボーイズ』で外野手兼投手としてプレーしたが、投手としては3 - 4番手であった。
滝川第二高校に進学すると、本格的に投手へ転向。1年夏に背番号20でベンチ入りし、1年秋からはエースを務めた。入学時は最速129km/hであったが、ウエイトトレーニングなどを経て、149km/hまでスピードアップ。3年春は県大会準優勝、3年夏は県大会準決勝で明石商業に敗れたものの、ベスト4入りを果たした。甲子園出場経験はなし。
2023年10月26日に開催されたドラフト会議にて、東北楽天ゴールデンイーグルスから2位指名を受けた。11月11日に契約金6000万円・年俸600万円（金額はいずれも推定）で入団に合意した。背番号は53。

### 楽天時代
2024年は、シーズン終盤の10月6日のオリックス・バファローズ戦で中継ぎとしてプロ初登板を果たし、安打と2つの四球で無死満塁のピンチを招きながらも1回を無失点に抑えた。二軍では21試合の登板で3勝1敗、防御率6.49という成績で、7月20日のフレッシュオールスターゲームにも選出され、イースタン選抜の先発投手として1回を三者凡退に抑えた。10月29日に現状維持の推定年俸600万円で契約を更改した。

## 選手としての特徴
本人が「角度があって、伸びのあるストレートというのが、一番の武器と思っています」と話した身長186cmから投げ下ろすスピンの効いたストレートが武器。高校時代の最速は149km/h。
変化球も多彩であり、最も自信があるカットボールを筆頭に、スライダー、カーブ、フォーク、チェンジアップなどを操る。
滝川第二高校では1年時から4番を任され、1年秋にはスイングスピード140km/hを計測するなど、長打力を発揮し、打者としても野球センスが抜群であった。

## 人物・エピソード
幼馴染の田村武琉に誘われて野球を始め、田村とは小学校2年生から高校まで共にプレーし、バッテリーも組んだ。ドラフト指名後に坂井へ花束を渡した田村は涙を流しており、「小・中とやりたいピッチャーをなかなかやれず報われなかった時期も見ていた。諦めないで頑張った坂井に、心の底からおめでとうという気持ちです」と話した。坂井も田村について「僕に野球を教えてくれなかったら、ここまで来れてなかったし、どんなときでもそばにいてくれて支えてくれた。そこは僕がプロの世界で活躍して恩返しするしかないと思っています」と話した。

## 詳細情報

### 年度別投手成績
| 年 度     | 球 団     | 登 板 | 先 発 | 完 投 | 完 封 | 無 四 球 | 勝 利 | 敗 戦 | セ 丨 ブ | ホ 丨 ル ド | 勝 率 | 打 者 | 投 球 回 | 被 安 打 | 被 本 塁 打 | 与 四 球 | 敬 遠 | 与 死 球 | 奪 三 振 | 暴 投 | ボ 丨 ク | 失 点 | 自 責 点 | 防 御 率 | W H I P |
| --------- | --------- | ----- | ----- | ----- | ----- | -------- | ----- | ----- | -------- | ----------- | ----- | ----- | -------- | -------- | ----------- | -------- | ----- | -------- | -------- | ----- | -------- | ----- | -------- | -------- | ------- |
| 2024      | 楽天      | 1     | 0     | 0     | 0     | 0        | 0     | 0     | 0        | 0           | ----  | 5     | 1.0      | 1        | 0           | 2        | 0     | 0        | 0        | 0     | 0        | 0     | 0        | 0.00     | 3.00    |
| 通算：1年 | 通算：1年 | 1     | 0     | 0     | 0     | 0        | 0     | 0     | 0        | 0           | ----  | 5     | 1.0      | 1        | 0           | 2        | 0     | 0        | 0        | 0     | 0        | 0     | 0        | 0.00     | 3.00    |

- 2024年度シーズン終了時

### 年度別守備成績
| 年 度 | 球 団 | 投手  | 投手  | 投手  | 投手  | 投手  | 投手     |
| 年 度 | 球 団 | 試 合 | 刺 殺 | 補 殺 | 失 策 | 併 殺 | 守 備 率 |
| ----- | ----- | ----- | ----- | ----- | ----- | ----- | -------- |
| 2024  | 楽天  | 1     | 0     | 0     | 0     | 0     | ----     |
| 通算  | 通算  | 1     | 0     | 0     | 0     | 0     | ----     |

- 2024年度シーズン終了時

### 記録
初記録
- 初登板：2024年10月6日、対オリックス・バファローズ25回戦（楽天モバイルパーク宮城）、5回表に2番手で救援登板、1回無失点

### 背番号
- 53（2024年 - ）